# 安哥拉国旗
安哥拉國旗以紅色和黑色上下两道横条作為背景，再加上中间一轮弧形的齒輪、一把柴刀以及一顆黃色五角星所構成。
根據《安哥拉共和国憲法》第64条所述，紅色代表了「安哥拉人民在殖民壓迫下所流的鮮血、民族自由鬥爭與國防。」；黑色象征以黑色人种所组成的安哥拉各部族民众；黃色比喻為丰厚的国家財富；齒輪有「工人與工業生產」之意，五角星代表了團結和進步，而柴刀就象徵著農業生產與历史上的反殖民主义武裝抗爭运动。
安哥拉國旗於1975年11月11日，即该国脱离葡萄牙殖民统治当天启用。

### 顏色
| 模式     | 紅               | 金             | 黑        |
| -------- | ---------------- | -------------- | --------- |
| RGB      | 239–42–0         | 254–254–4      | 0–0–0     |
| 十六進位 | EF2A00           | FEFE04         | 000000    |
| CMYK     | 0–82.43–100–6.27 | 0–0–98.43–0.39 | 0–0–0–100 |
| 彩通     | 485 C            | 803 C          | Black 6 C |

## 歷代國旗

### 葡属刚果殖民地

1910年-1967年
1967年-1975年

### 现行国旗

1975年-至今

### 1996、2003年提议的國旗

1996年安哥拉国旗提案
2003年遭否決的安哥拉國旗提案

### 政党旗帜

安哥拉人民解放运动党旗
争取安哥拉彻底独立全国联盟党旗
安哥拉民族解放阵线党旗
社会复兴党（英语：Social Renewal Party (Angola)）的旗帜
安哥拉人民解放运动青年团（英语：Youth of MPLA）旗帜

### 其他旗帜

争取卡宾达飞地解放阵线旗帜
卡宾达共和国旗帜
与安哥拉国旗颜色近似的哥伦比亚北桑坦德省旗帜
被否决的安哥拉总统旗

2003年的8月，安哥拉部分國會议员提出使用如圖的新國旗，新國旗由藍、白、紅三種顏色组成，分為五條橫紋，旗的中央加上一個由三個圓環以及十五道光芒所組成的太陽。
藍色表示了「自由、正義與團結」、白色有「和平、統一與和諧」之意、紅色象徵著「犧牲、堅忍不拔和英雄主義」，而太陽表示安哥拉的歷史、文化和財富。
由于旗帜中央的太阳图案被认为过于丑陋，这一新国旗提议已在2007年被大多数国会议员否决而废弃。